# I denti del drago
I denti del drago (titolo originale The Dragon's Teeth, pubblicato anche con il titolo di The Virgin Heiresses) è uno dei più famosi romanzi gialli di Ellery Queen, pubblicato nel 1939.

## Trama
Ellery Queen, in collaborazione con il conoscente Beau Rummell, decide di aprire l'agenzia investigativa Queen-Rummell. Dopo diversi mesi i due investigatori si ritrovano alle prese con un misterioso incarico affidato loro dall'eccentrico anziano milionario Cadmus Cole, che vive da molti anni sul suo yacht in navigazione quasi perpetua nei Caraibi. Cole anticipa ai due quindicimila dollari per svolgere un certo compito, riguardo al quale, però, si rifiuta di fornire in anticipo qualsiasi spiegazione, affermando che Ellery capirà tutto a tempo debito. Dopo qualche settimana Cole muore improvvisamente mentre si trova in mare aperto, lasciando un testamento con alcune assurde clausole e rivelando che il compito affidato a Queen e Rummell è quello di ritrovare le tracce delle due giovani nipoti ed eredi, che per una serie di colpi di scena passeranno più volte dalla parte di vittime a quelle di carnefici.
L'esame della vita del milionario rivela che in molti avevano un buon motivo per uccidere Cole: benché la cognata e la sorella minore di Cadmus (madri delle due ereditiere) fossero malate e in difficoltà finanziarie, il milionario non aveva acconsentito ad aiutarle, lasciandole morire, mentre invece Edmund De Carlos, suo amico e consigliere, era stato sempre messo in secondo piano. Le stranissime clausole del testamento (che vietano alle due ragazze di sposarsi, pena la perdita dell'eredità, e stabiliscono che in caso di morte dell'una l'altra erediti tutto) paiono rievocare l'eroe greco Cadmo, dato che diventano fonte di guai e di violenza. Quando una delle due ragazze è assassinata in una stanza d'albergo e l'altra viene accusata del delitto, alcuni indizi portano Queen e Rummell sulle tracce del possibile colpevole. Ma la prima spiegazione si rivelerà errata.
Nella scena finale del libro solo il geniale intuito di Ellery Queen permetterà di risolvere il mistero, rivelando il colpevole alla presenza di tutti i sospettati riuniti sulla scena del delitto.

## Personaggi principali
- Cadmus Cole - eccentrico milionario
- Edmund De Carlos - suo segretario e amico
- Lloyd Goossens - avvocato di Cole
- Kerrie Shawn, Margot Cole - nipoti di Cadmus Cole
- Violet Day - amica di Kerrie Shawn
- Capitano Angus - comandante dello yacht di Cadmus Cole
- Henry Sampson - procuratore distrettuale
- Sergente Thomas Velie - della Squadra Omicidi
- Richard Queen - capo della Squadra Omicidi
- Beau Rummell - investigatore privato
- Ellery Queen - scrittore, investigatore

## Critica
"I denti del drago è un libro insolito nel canone Queeniano. Di sicuro non è basato sulla deduzione o sulle altre cose che rendono grande la maggior parte della produzione di EQ. [...] EQ tenta di creare un nuovo eroe per il libro e di coinvolgerlo in avventure romantiche. La storia, considerata come fiction romantica, è perfettamente riuscita. [...] Alcune delle prime scene del romanzo sono ambientate a Hollywood; a questo punto, EQ appare completamente a suo agio laggiù e la città sembra essere un'ambientazione familiare per le sue storie quanto New York e i suoi dintorni."

## Edizioni
- Ellery Queen, I denti del drago, collana I Classici del Giallo Mondadori n. 1143, traduzione di Alberto Tedeschi, Arnoldo Mondadori Editore, 2006.